# Tramvajová doprava v Los Angeles

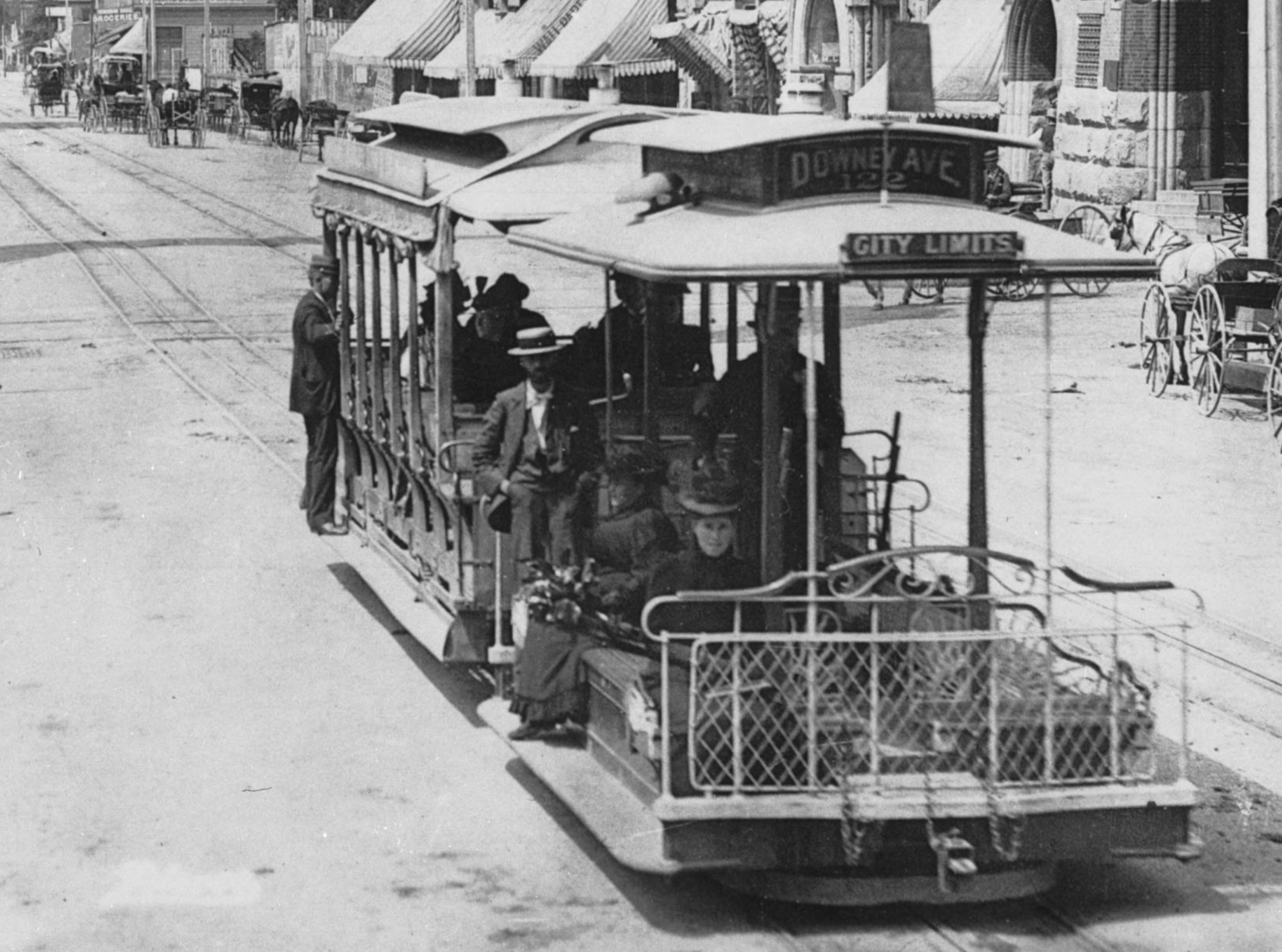
Lanová tramvaj na Broadwayi v Los Angeles

Tramvajovou dopravu v americkém městě Los Angeles v Kalifornii v historii tvořily koněspřežné tramvaje, lanové tramvaje (Cable Car) i klasické elektrické tramvaje. 

## Historie
V okrese Los Angeles fungovalo velké množství klasických tramvajových linek, ty byly ale zrušeny v roce 1963. Až do roku 1990, kdy byla otevřena první linka metra, neexistovala v Los Angeles městská kolejová doprava. 

### Koněspřežná tramvaj
Koněspřežná tramvaj začala v Los Angeles jezdit v roce 1874. Provozovala ji společnost Spring and West 6th Street Railroad, která operovala na stejnojmenných ulicích. Tramvaje tažené koňmi s otevřenými vozy jezdily po jednokolejných tratích uprostřed ulic s nezpevněným povrchem. V dalších letech vznikaly další společnosti, například Main Street and Agricultural Park Railway, Depot Railway, City Railroad nebo Central Railroad.

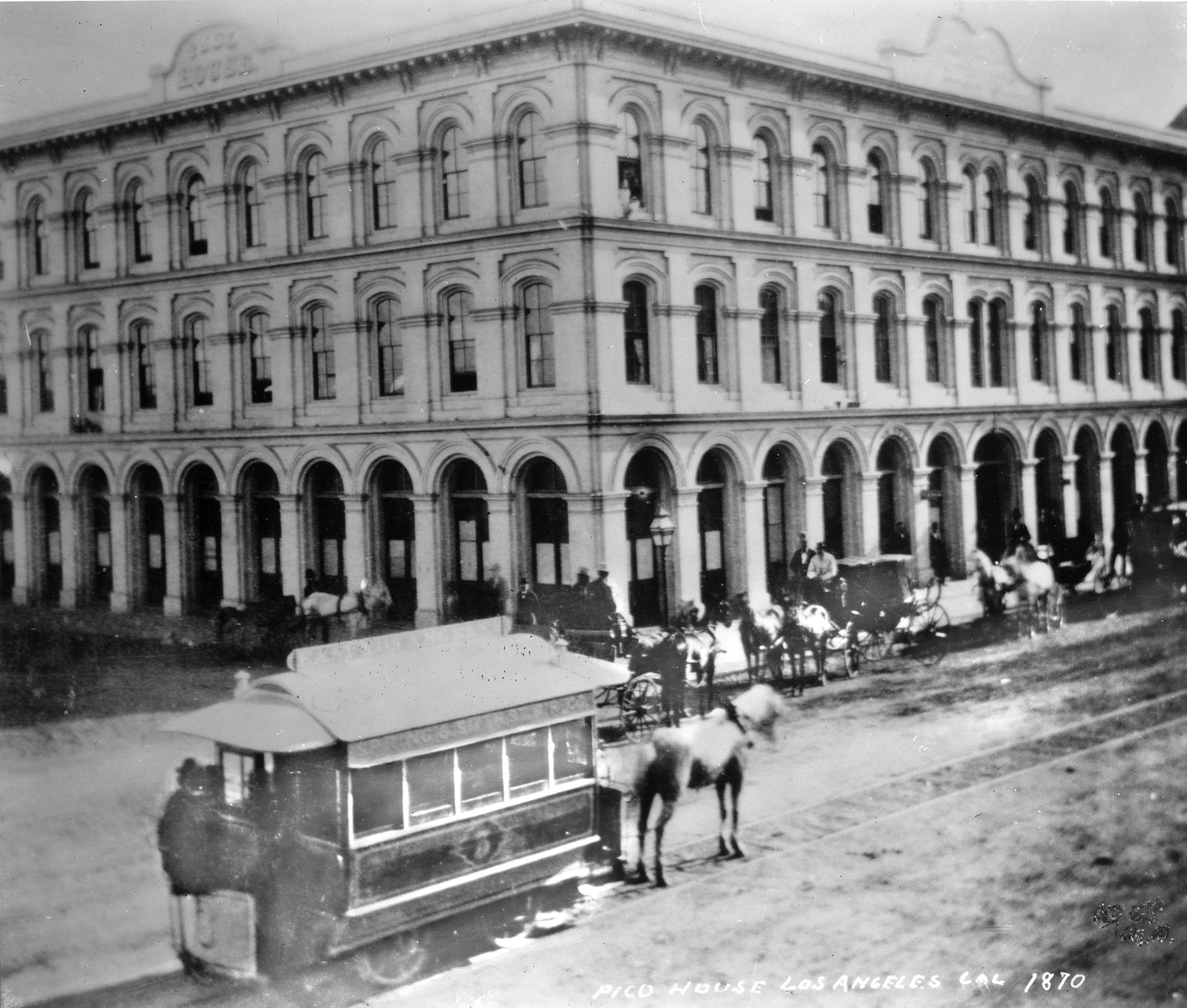
Koněspřežná tramvaj před Pico House

### Lanová tramvaj
První linka lanové tramvaje jezdila ve čtvrti Bunker Hill od roku 1885. Na přelomu 19. a 20. století existovaly v Los Angeles tři společnosti provozující celkem osm linek lanových tramvají: Los Angeles Cable Railway, Temple Street Cable Railway a Second Street Cable Railroad. Do roku 1902 byly všechny linky zrušeny a nahrazeny klasickými elektrickými tramvajemi.

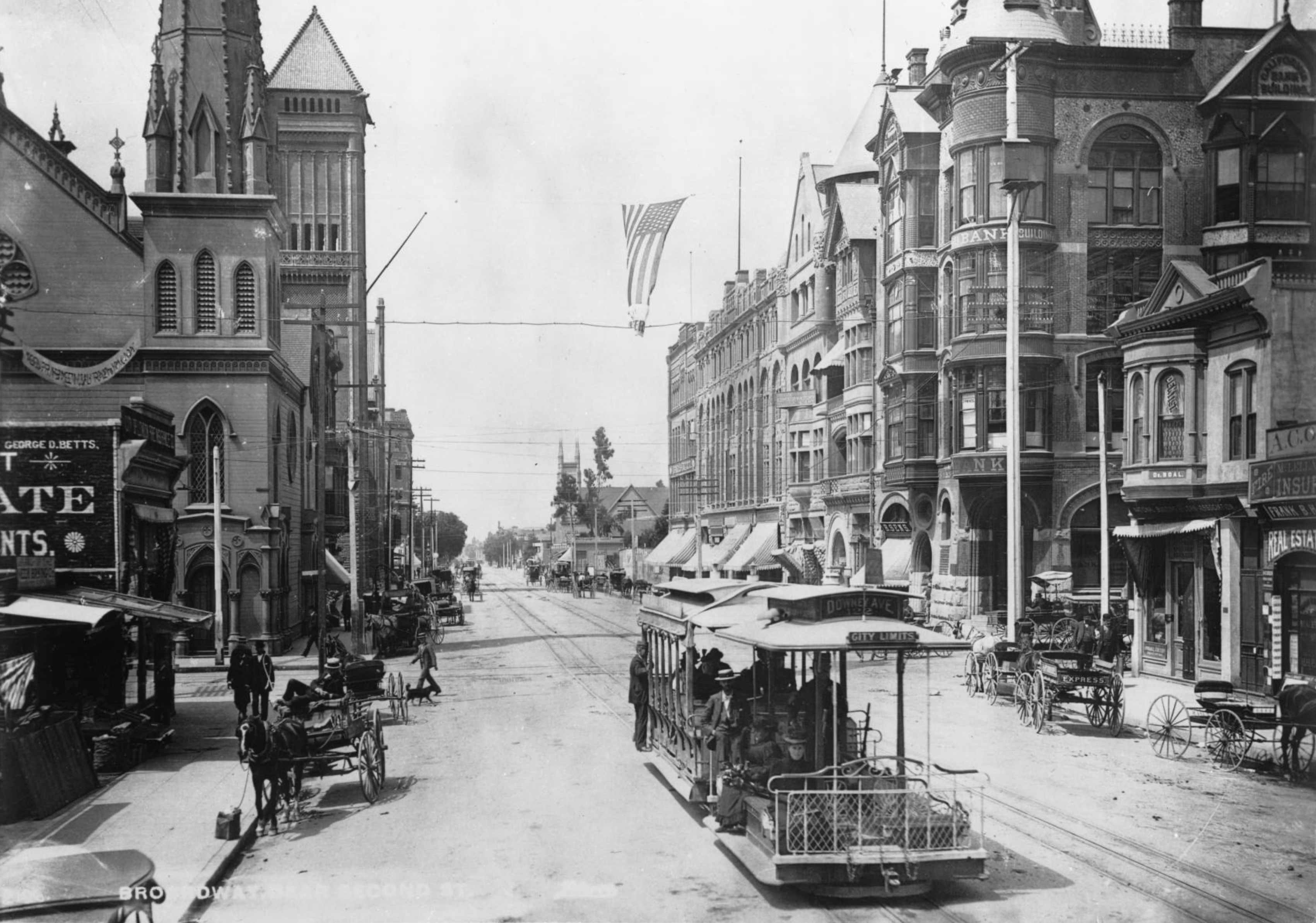
Lanová tramvaj na ulici Broadway
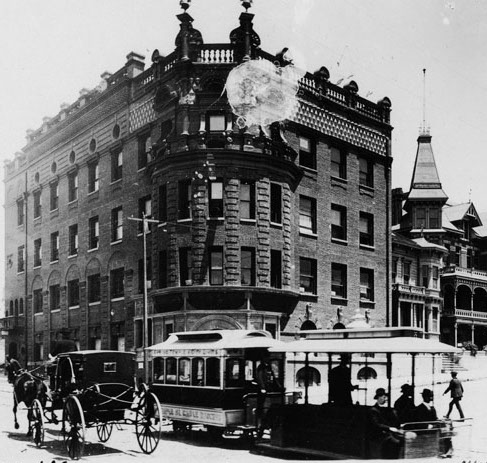
Tramvaj před Temperance Temple

### Elektrické tramvaje
Elektrické tramvaje začaly v Los Angeles sloužit cestujícím v roce 1887. Zpočátku existovalo dopravců, avšak většina z nich byla na začátku 20. století sloučena do jedné ze dvou nově vzniklých společností: Los Angeles Railway a Pacific Electric Railway.
Železniční magnát Henry Huntington koupil v roce 1901 velké množství tramvajových společností a vytvořil z nich Los Angeles Railway, firmu provozující tramvajovou dopravu v Downtownu a blízkém okolí. Vozy byly charakteristické svým výrazným žlutým zbarvením a tratěmi o rozchodu 1 067 mm. Co do počtu cestujících šlo o historický nejúspěšnější systém tramvajové dopravy v Los Angeles County.
Druhá velká společnost, Pacific Electric Railway, vznikla v roce 1902. U jejího vzniku stál opět Henry Huntington a také bankéř Isaias W. Hellman. Červeně zbarvené vozy s klasickým rozchodem 1 435 mm zajišťovaly příměstskou a meziměstskou dopravu v okresech Los Angeles, Orange, San Bernardino and Riverside.

Boom výstavby dálnic a raketový nárůst počtu osobních automobilů po druhé světové válce způsobil rapidní snížení poptávky po tramvajové dopravě. V 50. letech proto bylo mnoho linek zrušeno a nahrazeno autobusovou dopravou. V roce 1958 byly zbylé společnosti sloučeny do státní organizace Los Angeles Metropolitan Transit Authority, což vyústilo v úplný konec tramvajové dopravy v roce 1963.

Síť žlutých tramvají Los Angeles Railway
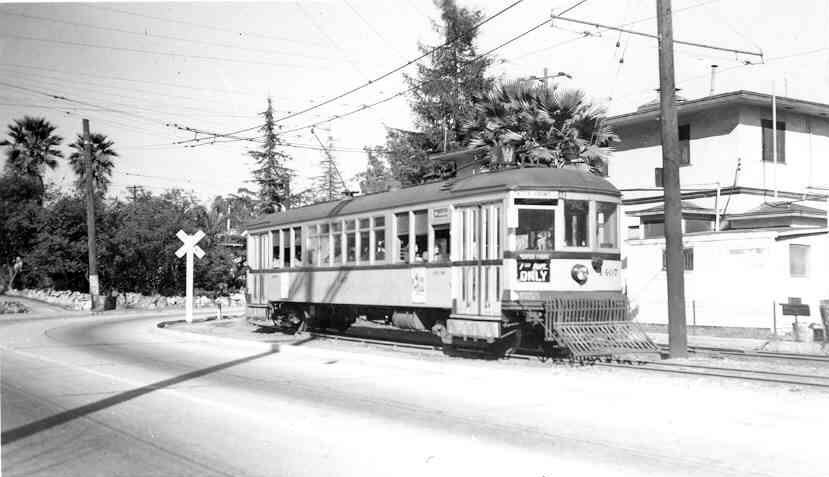
Vůz 1407 na Marmion Way
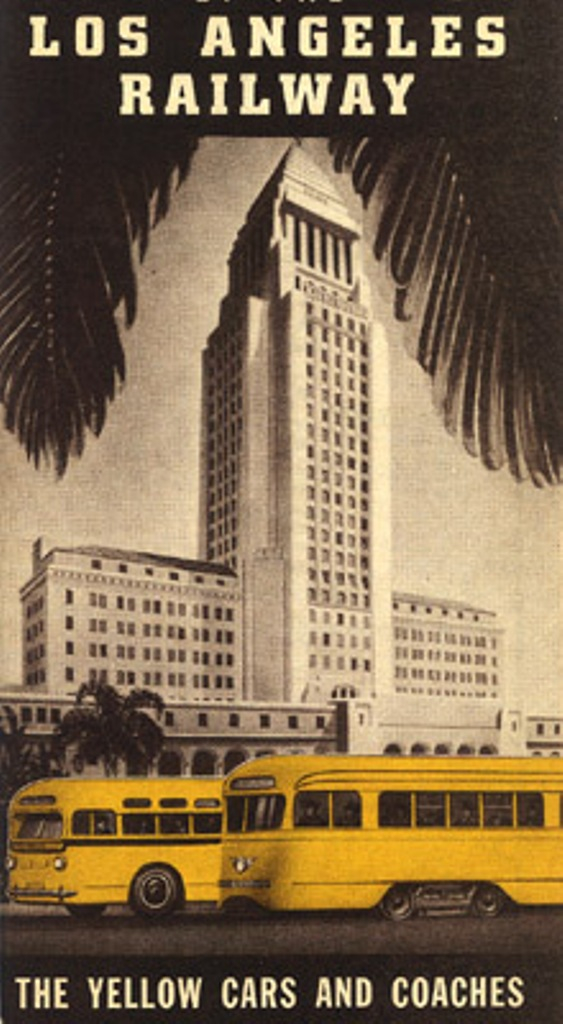
Reklamní plakát z roku 1942
Síť červených tramvají Pacific Electric Railway
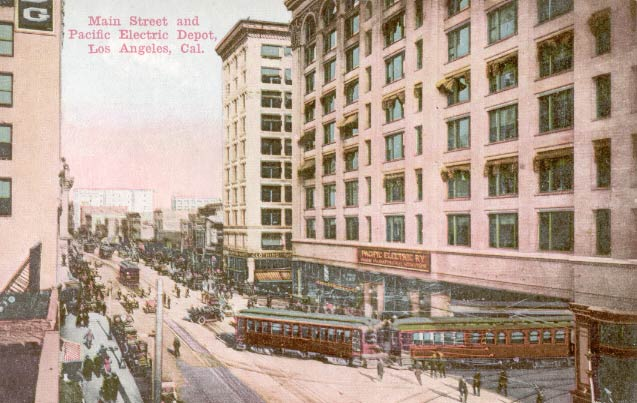
Červené vozy na Main Street
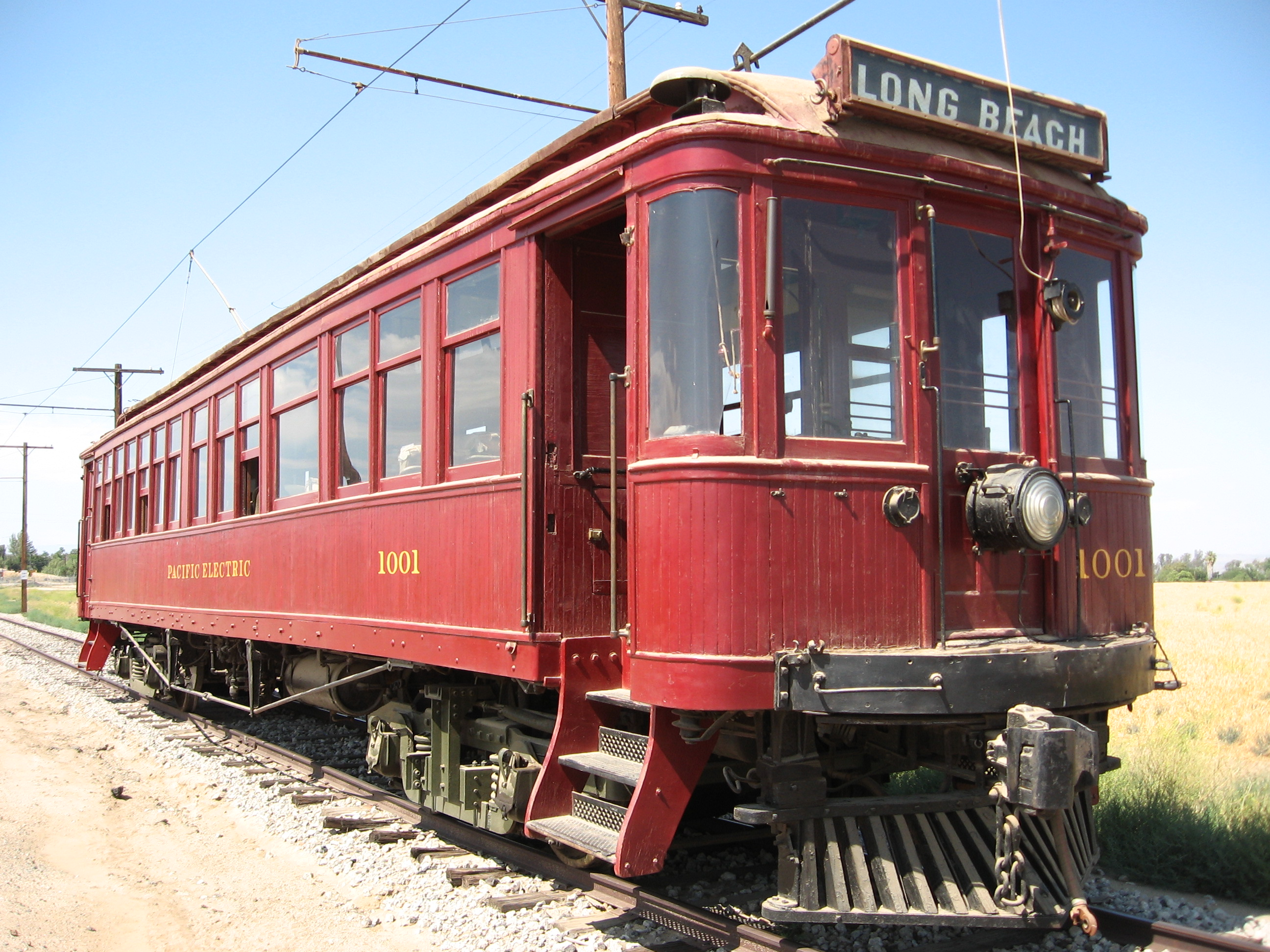
Historický vůz Pacific Electric Railway

## Budoucnost
Město Los Angeles plánuje výstavbu nové okružní tramvajové linky v Downtownu. Městská rada tento projekt schválila v roce 2018 a doporučila ho k realizaci. 